# Piper mundum
Piper mundum är en pepparväxtart som beskrevs av William Trelease. Piper mundum ingår i släktet Piper och familjen pepparväxter. Inga underarter finns listade i Catalogue of Life.